# Les Moëres (Nord)
Les Moëres község Franciaországban, Nord megyében. Lakosainak száma 988 fő (2018. január 1.). Les Moëres Ghyvelde, Uxem, Warhem és Hondschoote községekkel határos.
2016. január 1-jén a korábbi Ghyvelde-del egyesült és az így létrejött (azonos nevű) Ghyvelde új község része lett.

## Népesség
A település népességének változása:
| Lakosok száma | 716  | 642  | 683  | 748  | 693  | 738  | 945  | 997  | 997  | 988  |
|               | 1962 | 1968 | 1975 | 1982 | 1990 | 2008 | 2013 | 2015 | 2017 | 2018 |